# ارین مورگنشترن
ارین مورگنشترن (به انگلیسی: Erin Morgenstern، متولد ۸ ژوئیه ۱۹۷۸) هنرمند و نویسندهٔ دو کتاب علمی تخیلی است. کتاب سیرک شبانه (The Night Circus) که در سال ۲۰۱۱ برای اولین بار منتشر شد، اکنون به ده‌ها زبان از جمله فارسی در دسترس است. او همچنین برندهٔ جایزهٔ لوکس برای این اثر خود شد. کتاب دوم او «دریای بی‌ستاره» (The Starless Sea) نیز در سال ۲۰۱۹ منتشر شده‌است.

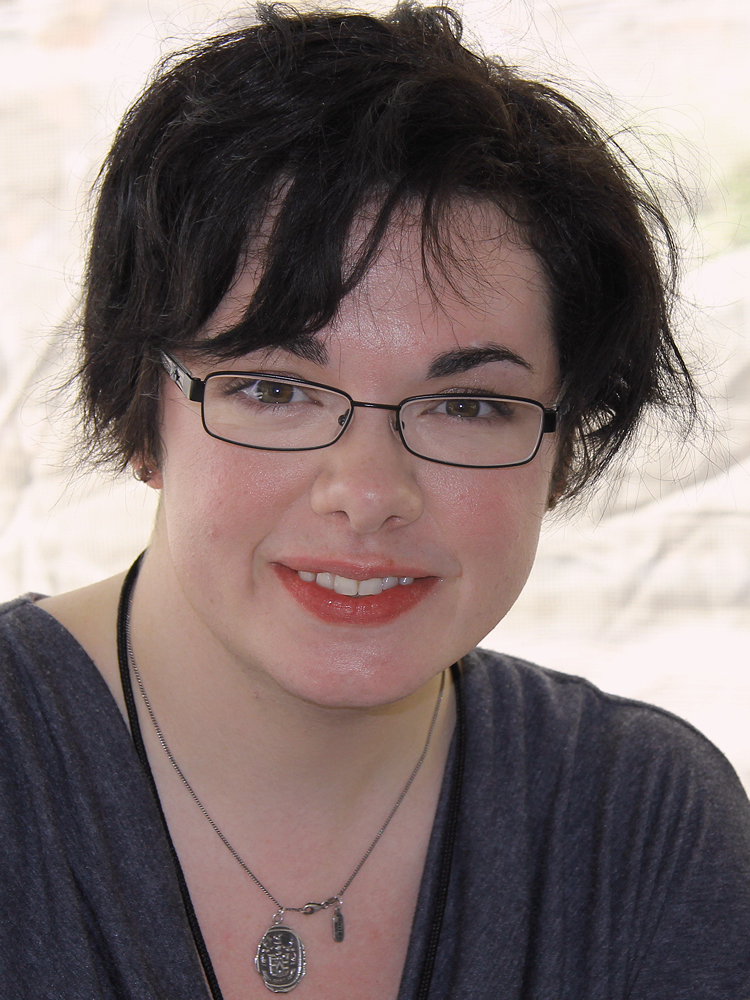
ارین مورگنشترن در فستیوال کتاب تگزاس سال ۲۰۱۱

## زندگی‌نامه
ارین مورگنشترن در شهر مارشفیلد، ماساچوست بزرگ شد و تئاتر و هنر استودیو را در اسمیت کالج نورتهامپتون، ماساچوست تحصیل کرد. او پس از فارغ‌التحصیلی در سال ۲۰۰۰ نویسندگی خود را آغاز کرد. ارین مورگنشترن همچنین در کنار نویسندگی به نقاشی می‌پردازد.

## سیرک شبانه
ارین مورگنشترن اولین رمان خود یعنی سیرک شبانه را در سپتامبر ۲۰۱۱ منتشر کرد. این کتاب در حقیقت یک داستان عاشقانه و افسانه‌ای است که در اواخر قرن ۱۹ میلادی در لندن به وقوع پیوسته‌است. این کتاب با آثاری همچون هری‌پاتر یا نوشته‌های نویسنده‌هایی مثل نیل گیمن، ری بردبری، سوسانا کلارک و استیون میلهاوزر مقایسه شده‌است. کتاب سیرک شبانه با مخاطب هدف نوجوانان منتشر نشده‌است اما با این حال خواندن آن برای این گروه سنی توصیه شده‌است. جیم دیل که خوانندهٔ کتاب صوتی هری‌پاتر نیز بوده‌است، کتاب صوتی سیرک شبانه را خوانده‌است.
سیرک شبانه در سال ۲۰۱۲ موفق به کسب جایزهٔ لوکس شد. این کتاب همچنین موفق به کسب جایزهٔ Alex Award از انجمن کتابخانه آمریکا شد. کتاب سیرک شبانه در طول هفت هفته در لیست پرفروش‌ترین کتاب‌های نیویورک تایمز قرار گرفت.
سیرک شبانه دو بار به زبان فارسی ترجمه شده‌است. این کتاب یک بار توسط محمدرضا شفاهی و بار دیگر توسط مریم رفیعی به فارسی برگردانده شده‌است.

## دریای بی‌ستاره
کتاب دریای بی‌ستاره (The Starless Sea) در ۵ نوامبر ۲۰۱۹ منتشر شد. این کتاب نیز همچون کتاب قبل ارین مورگنشترن دربارهٔ اتفاقات، افراد و مکان‌های افسانه‌ای است. داستان این کتاب حول یک انجمن مخفی می‌گردد. دریای بی‌ستاره توسط نشر ایران‌بان با ترجمهٔ مریم رفیعی به فارسی منتشر شده‌است.